# La Forêt des Mythimages
La Forêt des Mythimages ou La Forêt des Mythagos (titre original : Mythago Wood) est un roman de fantasy publié par l'auteur britannique Robert Holdstock en 1984. Le roman a remporté le prix World Fantasy du meilleur roman 1985.

## Résumé
Le roman se déroule entre 1946 et 1948, dans le Herefordshire, au Royaume-Uni, dans une forêt ancienne nommée la Forêt de Ryhope. Les personnages principaux sont les membres de la famille Huxley, en particulier Stephen Huxley, qui fréquente la forêt et ses habitants magiques. Stephen Huxley rentre chez lui après avoir combattu pendant la Seconde Guerre mondiale ; il retrouve son frère aîné, Christian, qui vit désormais seul dans la maison familiale, Oak Lodge, à l'orée de la forêt de Ryhope. Leur mère Jennifer était morte quelques années plus tôt et leur père George est mort récemment. Christian rencontre régulièrement l'un des Mythimages qui vivent dans la forêt. Les Mythimages sont des êtres magiques issus de l'inconscient collectif des mythes et des légendes, qui prennent corps dans la forêt de Ryhope et incarnent de grands archétypes mythiques. Christian raconte ces rencontres à Stephen, mais ce dernier est troublé et d'abord incrédule. Christian et Stephen avaient déjà vu des Mythimages pendant leur enfance, mais leur père leur avait expliqué que ce n'étaient en réalité que des gitans passant par la forêt. Christian retourne dans la forêt de plus en plus souvent et pour des périodes de plus en plus longues, et finit par endosser à son tour un rôle mythique. 
Pendant ce temps, Stephen se plonge dans la lecture des études écrites au sujet de la forêt par leur père et par Edward Wynne-Jones. Au cours de ses recherches, il en vient à contacter la fille de Wynne-Jones, Anne Hayden. Il rencontre également un habitant de la région, Harry Keeton, ancien pilote de la Royal Air Force marqué à vie par la cicatrice d'une brûlure. Harry Keeton avait déjà découvert une forêt semblable quelque part en France quand son appareil abattu s'y était écrasé ; depuis, il tente de retrouver une cité qu'il a vue là-bas. Stephen et Harry décident de survoler ensemble la forêt en avion, mais, chaque fois qu'ils essaient, leur appareil est repoussé par des vents inexplicables. Bientôt, Stephen rencontre lui-même certains Mythimages et retrouve Christian désormais plus âgé. Pour sauver son frère et une Mythimage nommée Guiwenneth (ou parfois Gwyneth ou Gwyn), il n'a plus d'autre choix que de s'enfoncer lui-même plus avant dans la forêt de Ryhope, accompagné par Harry.

## Récompenses
La Forêt des Mythimages a remporté le prix World Fantasy du meilleur roman 1985, ex æquo avec La Magnificence des oiseaux (The Bridge of Birds) de Barry Hughart.

## Suites
Robert Holdstock a écrit plusieurs autres livres dans l'univers du roman, ce qui en fait rétrospectivement le premier tome du cycle de la Forêt des Mythagos. Les volumes suivants sont : Lavondyss (Lavondyss, 1988), Le Passe-broussaille (The Hollowing, 1994), La Porte d'ivoire (Gate of Ivory, 19981984), Avilion (Avilion, 2009).